# Ghislain Potvlieghe
Ghislain Potvlieghe (Brugge, 5 april 1936) is een Belgische orgelbouwer, orgelrestaurateur,  bouwer van klavichorden en tangentenvleugels en organograaf. Hij mag beschouwd worden als een pionier die o.m. een eerste grote synthese maakte van de Zuid-Nederlandse orgelgeschiedenis. 
Ghislain Potvlieghe studeerde orgel bij Charles Hens aan het Conservatorium te Brussel. Hij vervolgde zijn orgelstudie bij Gabriël Verschraegen en muziekgeschiedenis bij Marcel Boereboom aan het conservatorium te Gent. Naar aanleiding van een proefschrift over de orgelmakers Forceville en de klaviermuziek van zijn tijd, begon Potvlieghe aan organologie te doen, met publicaties (o.m. biografieën van orgelmakers) bij o.m. het Mercatorfonds, Knuf en Elsevier Sequoia. In 1966 werd Potvlieghe lesgever orgelwetenschappen aan het Lemmensinstituut te Gent en nadien doceerde hij orgelkunde in de conservatoria van Antwerpen, Brussel en Gent. 
Eind de jaren zestig pleitte hij, samen met enkele gelijkgezinden, voor de revalorisatie van het Vlaams orgelpatrimonium. In 1970 werd hij aangesteld als de eerste wetenschappelijke medewerker bij de commissie van Monumenten en Landschappen om het historische orgelbezit in Vlaanderen te inventariseren en de restauraties van orgels op te volgen. Het eerste deel van de Vlaamse orgelinventaris handelde over het Oost-Vlaamse orgelerfgoed en werd in 1974 gepubliceerd. Vanaf 1974 werd de inventarisatie verder gezet door Antoon Fauconnier en Patrick Roose. 
In 1971 werd het standaardwerk 'De orgelkunst in de Nederlanden van de 16de tot de 18de eeuw' in vier talen gepubliceerd, waarvan Ghislain Potvlieghe mede-auteur is.
In 1971 werd Potvlieghe orgelmaker om vanuit het ambacht en de traditie een baken uit te zetten voor een historisch georiënteerd orgelrestauratiebeleid in Vlaanderen. Hij startte een atelier als orgelbouwer en -restaurateur in Meerbeke (Ninove); dit atelier bracht hij omstreeks 1980 over naar Denderwindeke. Hij restaureerde o.m. het orgel van de Sint-Germanuskerk te Tienen met het oudste pijpwerk uit 1492.
Hij stond mee aan de wieg van het tijdschrift Orgelkunst in 1978, waarin meerdere artikels van zijn hand verschenen.
Ghislain Potvlieghe zorgde in Vlaanderen voor een resem modelrestauraties en leidde ook twee van zijn zonen op tot orgelmaker, Joris (Tollembeek) en Dierik (Oetingen). Joris spitste zich toe op de 17de eeuw, Dierik legde zich vooral toe op laat 18de-eeuwse en vroeg 19de-eeuwse instrumenten.

## Werkenlijst

### Restauraties: een selectie
- 1973: Nossegem: eerste historisch georiënteerde restauratie, orgel uit 1797 van de Nijvelse orgelbouwer Adrien Rochet die het bouwde voor de kerk van Humelgem, in 1815 overgebracht naar Nossegem
- 1973: Heikant (Zele), orgel van L. Van Peteghem et frère (1823), restauratie. Het orgel komt oorspronkelijk uit de Onze-Lieve-Vrouw Geboortekerk in Mariakerke bij Gent.
- 1974: Onkerzele, L. Lovaert (1854), herstellingen pijpwerk
- 1974: Schellebelle, Sint-Jan Onthoofdingkerk, P. & L. Van Peteghem (1776), herstelling frontpijpen
- 1982: Sint-Lievens-Houtem, Sint-Michielskerk (Sint-Lievens-Houtem), Van Peteghemorgel (1780)
- 1986: Leuven, Sint-Jan-de-Doperkerk (Groot Begijnhof), Peter Goltfuss-orgel (1692), restauratie
- 1988: Tienen, Sint-Germanuskerk, orgel van D. Van der Distelen / J. Dekens (1493/1671-73), restauratie i.s.m. J.-P. Draps
- 1993: Antwerpen, Sint-Pauluskerk, orgel van N. Van Haghen / J.B. Forceville / J.-J. Delhaye (1658/1732/1824)
- 1993: Haringe, Sint-Martinuskerk, P. & L.-B. Van Peteghem (1778), restauratie i.s.m. J.-P. Draps
- etc.

### Nieuwe orgels: een selectie
- 1973/74: Grimbergen, particulier
- 1973: Oostkamp, particulier, huisorgel 1 1/2 klavier, aangehangen pedaal
- 1973: Londerzeel, particulier
- 1974/76: Affligem-Hekelgem Abdijkerk
- 1981: Grimbergen, abdijkerk, koororgel, in 1999 verplaatst naar de Sint-Baafskerk in Mere
- 1992: Sint-Ulriks-Kapelle (Dilbeek), Sint-Ulrikskerk, koororgel (met het Bremserorgel van Mollem als uitgangspunt)
- 1995: Grimbergen, abdijkerk, nieuw orgel in oude orgelkast
- etc.

### Klavechorden en tangentenvleugels
Potvlieghe startte eind van de jaren zeventig met de bouw van enkele klavechordtypes. Van een 17de-eeuws sterk gebonden type bouwde hij er een tiental.
Potvlieghe bouwde ook een tiental exemplaren van een vergeten geraakt pianoforte-type, nl. de Tangentenflügel, waaronder één voor het Mozarteum in Tokio.